# One Worldwide Plaza
One Worldwide Plaza, kan även stavas 1 Worldwide Plaza, är en skyskrapa som ligger inom byggnadskomplexet Worldwide Plaza på Manhattan i New York, New York i USA.
Byggnaden uppfördes mellan 1986 och 1989 som en fastighet för kontorsverksamhet. Den är 237,1 meter hög och har 47 våningar.